# Peedu (przystanek kolejowy)
Peedu – przystanek kolejowy w miejscowości Elva, w prowincji Tartu, w Estonii. Położony jest na linii Tartu - Valga.